# Simbach am Inn
Simbach am Inn je město v německé spolkové zemi Bavorsko v zemském okrese Rottal-Inn ve vládním obvodu Dolní Bavorsko. Město leží u hranic s Rakouskem, které tvoří řeka Inn. Na jejím protějším břehu leží město Braunau am Inn.

## Geografie
Město Simbach am Inn leží v jižní části Dolního Bavorska, asi 10 km severovýchodně od soutoku řeky Inn s tokem Salzach. Na protějším břehu řeky Inn se nachází rakouské město Braunau am Inn.
Město leží 110 km východně od Mnichova, 50 km severně od Salcburku a 60 km jihozápadně od Pasova.

## Historie
- 927 - Simbach je poprvé zaznamenán v pramenech jako „Sunninpah“.
- 1743 - Simbach je během bavorsko-rakouské války téměř zničen.
- 1833 - Simbach se stává samostatnou obcí.
- 1951 - Simbach se stává městem.

## Doprava
Asi 15 km západně od města končí dálnice A94 (plánuje se její prodloužení), z níž vede přivaděč B12. Město leží na železničním tahu Mnichov-Vídeň.